# Ski cross femmes aux Jeux olympiques de 2014
Navigation
Vancouver 2010 Pyeongchang 2018
Le ski cross féminin des Jeux olympiques d'hiver de 2014 a lieu le 21 février 2014 à 11 h 45 puis à 13 h 30 au parc extrême Rosa Khutor. L'épreuve est présente depuis les Jeux olympiques de 2010 qui se sont déroulés à Vancouver.
La tenante du titre Canadienne Ashleigh McIvor qui a remporté l'épreuve à Vancouver en 2010 et la Norvégienne Hedda Berntsen, médaille d'argent, ne sont pas présentes à Sotchi pour défendre leurs médailles ; la Française Marion Josserand, médaille de bronze en 2010 défend la sienne, mais échoue en huitième de finale.

## Médaillés
| Or                | Argent       | Bronze        |
| Marielle Thompson | Kelsey Serwa | Anna Holmlund |

## Résultats

### Qualification
Contrairement aux épreuves de Coupe du monde, les « qualifications » n'éliminent personne, puisque les skieuses ne sont que 28 à concourir : cette épreuve chronométrée a pour objet de déterminer les tableaux des huitièmes de finale réunissant chacun trois ou quatre skieuses.
| Rang | Dossard | Athlète                   | Nationalité        | Temps   | Différence |
| ---- | ------- | ------------------------- | ------------------ | ------- | ---------- |
| 1    | 13      | Kelsey Serwa              | Canada             | 1.21.45 |            |
| 2    | 8       | Ophélie David             | France             | 1.21.46 | 0.01       |
| 3    | 6       | Marielle Thompson         | Canada             | 1.21.56 | 0.10       |
| 4    | 16      | Anna Holmlund             | Suède              | 1.22.21 | 0.76       |
| 5    | 4       | Marte Hoeie Gjefsen       | Norvège            | 1.22.33 | 0.88       |
| 6    | 14      | Sanna Luedi               | Suisse             | 1.22.37 | 0.92       |
| 7    | 17      | Jorinde Mueller           | Suisse             | 1.22.46 | 1.01       |
| 8    | 12      | Georgia Simmerling        | Canada             | 1.22.52 | 1.07       |
| 9    | 18      | Anna Woerner              | Allemagne          | 1.22.95 | 1.50       |
| 10   | 3       | Sandra Näslund            | Suède              | 1.23.28 | 1.83       |
| 11   | 20      | Katya Crema               | Australie          | 1.23.47 | 2.02       |
| 12   | 15      | Katrin Mueller            | Suisse             | 1.23.85 | 2.40       |
| 13   | 11      | Katrin Ofner              | Autriche           | 1.24.10 | 2.65       |
| 14   | 27      | Yulia Livinskaya          | Russie             | 1.24.21 | 2.76       |
| 15   | 10      | Heidi Zacher              | Allemagne          | 1.24.24 | 2.79       |
| 16   | 1       | Fanny Smith               | Suisse             | 1.24.61 | 3.16       |
| 17   | 9       | Marielle Berger Sabbatel  | France             | 1.24.62 | 3.17       |
| 18   | 5       | Karolina Riemen-Zerebecka | Pologne            | 1.24.86 | 3.41       |
| 19   | 7       | Alizée Baron              | France             | 1.25.20 | 3.75       |
| 20   | 26      | Andrea Zemanova           | République tchèque | 1.25.96 | 4.51       |
| 21   | 21      | Anastasiia Chirtcova      | Russie             | 1.25.99 | 4.54       |
| 22   | 22      | Marion Josserand          | France             | 1.26.61 | 5.16       |
| 23   | 2       | Andrea Limbacher          | Autriche           | 1.26.88 | 5.43       |
| 24   | 23      | Christina Staudinger      | Autriche           | 1.28.30 | 6.85       |
| 25   | 19      | Sami Kennedy-Sim          | Australie          | 1.38.51 | 17.06      |
| 26   | 25      | Jenny Owens               | Australie          | 1.59.84 | 38.39      |
| 27   | 24      | Nikol Kucerova            | République tchèque | DNF     |            |
| 28   | 29      | Stephanie Joffroy         | Chili              | DNF     |            |

### Huitièmes de finale
| Rang | Dossard | Athlète                  | Nationalité | Notes |
| ---- | ------- | ------------------------ | ----------- | ----- |
| 1    | 1       | Kelsey Serwa             | Canada      | Q     |
| 2    | 16      | Fanny Smith              | Suisse      | Q     |
| 3    | 17      | Marielle Berger Sabbatel | France      |       |

| Rang | Dossard | Athlète              | Nationalité | Notes |
| ---- | ------- | -------------------- | ----------- | ----- |
| 1    | 8       | Georgia Simmerling   | Canada      | Q     |
| 2    | 9       | Anna Woerner         | Allemagne   | Q     |
| 3    | 24      | Christina Staudinger | Autriche    |       |
| 4    | 25      | Sami Kennedy-Sim     | Australie   | DNF   |

| Rang | Dossard | Athlète              | Nationalité | Notes |
| ---- | ------- | -------------------- | ----------- | ----- |
| 1    | 12      | Katrin Mueller       | Suisse      | Q     |
| 2    | 28      | Stephanie Joffroy    | Chili       | Q     |
| 3    | 5       | Marte Hoeie Gjefsen  | Norvège     |       |
| 4    | 21      | Anastasiia Chirtcova | Russie      | DNF   |

| Rang | Dossard | Athlète         | Nationalité        | Notes |
| ---- | ------- | --------------- | ------------------ | ----- |
| 1    | 4       | Anna Holmlund   | Suède              | Q     |
| 2    | 13      | Katrin Ofner    | Autriche           | Q     |
| 3    | 20      | Andrea Zemanova | République tchèque |       |

| Rang | Dossard | Athlète           | Nationalité | Notes |
| ---- | ------- | ----------------- | ----------- | ----- |
| 1    | 3       | Marielle Thompson | Canada      | Q     |
| 2    | 14      | Yulia Livinskaya  | Russie      | Q     |
| 3    | 19      | Alizée Baron      | France      |       |

| Rang | Dossard | Athlète          | Nationalité        | Notes |
| ---- | ------- | ---------------- | ------------------ | ----- |
| 1    | 6       | Sanna Luedi      | Suisse             | Q     |
| 2    | 11      | Katya Crema      | Australie          | Q     |
| 3    | 27      | Nikol Kucerova   | République tchèque |       |
| 4    | 22      | Marion Josserand | France             |       |

| Rang | Dossard | Athlète          | Nationalité | Notes |
| ---- | ------- | ---------------- | ----------- | ----- |
| 1    | 10      | Sandra Näslund   | Suède       | Q     |
| 2    | 26      | Jenny Owens      | Australie   | Q     |
| 3    | 23      | Andrea Limbacher | Autriche    |       |
| 4    | 7       | Jorinde Mueller  | Suisse      | DNF   |

| Rang | Dossard | Athlète                   | Nationalité | Notes |
| ---- | ------- | ------------------------- | ----------- | ----- |
| 1    | 2       | Ophélie David             | France      | Q     |
| 2    | 18      | Karolina Riemen-Zerebecka | Pologne     | Q     |
| 3    | 15      | Heidi Zacher              | Allemagne   |       |

### Quarts de finale
| Rang | Dossard | Athlète            | Nationalité | Notes |
| ---- | ------- | ------------------ | ----------- | ----- |
| 1    | 1       | Kelsey Serwa       | Canada      | Q     |
| 2    | 16      | Fanny Smith        | Suisse      | Q     |
| 3    | 9       | Anna Woerner       | Allemagne   | DNF   |
| 4    | 8       | Georgia Simmerling | Canada      | DNF   |

| Rang | Dossard | Athlète           | Nationalité | Notes |
| ---- | ------- | ----------------- | ----------- | ----- |
| 1    | 13      | Katrin Ofner      | Autriche    | Q     |
| 2    | 4       | Anna Holmlund     | Suède       | Q     |
| 3    | 12      | Katrin Mueller    | Suisse      |       |
| 4    | 28      | Stephanie Joffroy | Chili       | DNF   |

| Rang | Dossard | Athlète           | Nationalité | Notes |
| ---- | ------- | ----------------- | ----------- | ----- |
| 1    | 3       | Marielle Thompson | Canada      | Q     |
| 2    | 11      | Katya Crema       | Australie   | Q     |
| 3    | 14      | Yulia Livinskaya  | Russie      |       |
| 4    | 6       | Sanna Luedi       | Suisse      | DNF   |

| Rang | Dossard | Athlète                   | Nationalité | Notes |
| ---- | ------- | ------------------------- | ----------- | ----- |
| 1    | 2       | Ophélie David             | France      | Q     |
| 2    | 10      | Sandra Näslund            | Suède       | Q     |
| 3    | 26      | Jenny Owens               | Australie   |       |
| 4    | 18      | Karolina Riemen-Zerebecka | Pologne     | DNF   |

### Demi-finales
| Rang | Dossard | Athlète       | Nationalité | Notes |
| ---- | ------- | ------------- | ----------- | ----- |
| 1    | 4       | Anna Holmlund | Suède       | Q     |
| 2    | 1       | Kelsey Serwa  | Canada      | Q     |
| 3    | 13      | Katrin Ofner  | Autriche    |       |
| 4    | 16      | Fanny Smith   | Suisse      |       |

| Rang | Dossard | Athlète           | Nationalité | Notes |
| ---- | ------- | ----------------- | ----------- | ----- |
| 1    | 3       | Marielle Thompson | Canada      | Q     |
| 2    | 2       | Ophélie David     | France      | Q     |
| 3    | 11      | Katya Crema       | Australie   |       |
| 4    | 10      | Sandra Näslund    | Suède       | DNF   |

### Finale
| Rang | Dossard | Athlète        | Nationalité | Notes |
| ---- | ------- | -------------- | ----------- | ----- |
| 5    | 10      | Sandra Näslund | Suède       |       |
| 6    | 13      | Katrin Ofner   | Autriche    |       |
| 7    | 11      | Katya Crema    | Australie   |       |
| 8    | 16      | Fanny Smith    | Suisse      |       |

| Rang                                | Dossard | Athlète           | Nationalité | Notes |
| ----------------------------------- | ------- | ----------------- | ----------- | ----- |
| Médaille d'or, Jeux olympiques      | 3       | Marielle Thompson | Canada      |       |
| Médaille d'argent, Jeux olympiques  | 1       | Kelsey Serwa      | Canada      |       |
| Médaille de bronze, Jeux olympiques | 4       | Anna Holmlund     | Suède       |       |
| 4                                   | 2       | Ophélie David     | France      |       |